# Веселин Вътов
Веселин Вътов е български полицай, старши комисар от МВР. Директор на ОДМВР – Плевен.

## Биография
Веселин Вътов е роден на 10 май 1977 г. в град Плевен, Народна република България.
От 1 октомври 2002 г. работи в системата на МВР, като преминава през различни изпълнителски и ръководни нива. От 2016 г. заема длъжността началник на сектор „Противодействие на криминалната престъпност“ в областна дирекция – Плевен. През 2019 г. е назначен за директор на ОДМВР – Плевен от третото правителство на Бойко Борисов.